# Ctenodactylus gundi
Il gundi comune (Ctenodactylus gundi) è una specie di roditore appartenente alla famiglia Ctenodactylidae.

## Descrizione
Il gundi comune ha una lunghezza che varia da 16 a 20 cm e un peso di circa 185 g.

## Distribuzione
Questo gundi si trova nel Nordafrica, sui monti dell'Atlante. Il suo areale comprende Libia, Algeria, Tunisia e Marocco.